# Гурвіч Ілля Самуїлович
Гурвіч Ілля Самуїлович (7 липня 1919, Мінськ — 12 березня 1992, Москва) — доктор історичних наук, лауреат Державної премії СРСР.

## Біографічні відомості
Народився 7 липня 1919 року у Мінську.
- 1941 р. — закінчив Московський державний університет.
- 1941—1946 рр. — директор Оленьокської середньої школи (Якутська АРСР).
- 1946—1950 рр. — аспірант інституту етнографії АН СРСР.
- 1949 р. — захистив кандидатську дисертацію на тему «Оленьокські і анабарські якути».
- 1950—1952 рр. — науковий співробітник Інституту мови, літератури та історії Якутської філії АН СРСР.
- 1952—1956 рр. — старший науковий співробітник інституту етнографії імені Миклухо-Маклая.
- 1955—1989 рр. — завідувач відділом Півночі та Сибіру Інституту етнографії АН СРСР.
- 1966 р. — присуджено ступінь доктора історичних наук за книгу «Етнічна історія Північного Сходу Сибіру».
- 1981 р. — удостоєний державної премії СРСР за колективну монографію «Сучасні етнічні процеси в СРСР».
- 1989—1992 рр. — провідний науковий співробітник відділу Півночі та Сибіру Інституту етнографії АН СРСР.

Помер 12 березня 1992 року.

## Праці
- «История Якутской АССР» (Т. II. – М., 1957), (гл. 10, 11, 13, 15, 19, 21)
- «Общественный строй у народов Северной Сибири» (М., 1970) ) (гл. 1, 8, 14).
- «Корякский национальный  округ»  (М.,  1960;  в  соавт.  с К.Г.Кузаковым).
- «Этническая история Северо-Востока Сибири» (М., 1966) - монография.
- «Современные этнические процессы в СССР» (М., 1977).
- «К вопросу о картографировании элементов духовной культуры народов Сибири» (Народы и языки Сибири: Ареальные исследования. - М., 1978).
- «Полвека автономии народностей Севера СССР» (Советская этнография. — 1980. - № 6).
- «Коллекция музеев США по народам Северо-Западной Америки и Сибири» (Советская этнография. - 1980. - № 5; в соавт. с Р.Г.Ляпуновой).
- «Основные направления этнографических исследований Сибири» (Сб. Гуманитарные исследования в Сибири: итоги и перспективы. - Новосибирск, 1984).
- «Сохранение этничности у народностей Севера СССР» (Этнические процессы в СССР и США. – М., 1986).
- «Современные этнокультурные процессы у народностей Крайнего Севера (Проблемы современного, социального развития народностей Севера)». – Новосибирск, 1987; в соавт. с Ю.В.Бромлеем).
- «Этнокультурное развитие народностей Севера в условиях научно-технического прогресса на перспективу до 2005 года» (Концепция развития. - М., 1989; участие).